# Chirassimont
Chirassimont ist eine französische Gemeinde mit 388 Einwohnern (Stand 1. Januar 2022) im Département Loire in der Region Auvergne-Rhône-Alpes (vor 2016 Rhône-Alpes). Sie gehört zum Arrondissement Roanne und zum Kanton Le Coteau.

## Geographie
Die Gemeinde Chirassimont liegt etwa 25 Kilometer südöstlich von Roanne und 45 Kilometer westnordwestlich von Lyon. Umgeben wird Chirassimont von den Nachbargemeinden Fourneaux im Westen und Norden, Machézal im Norden und Osten, Saint-Cyr-de-Valorges im Südosten, Sainte-Colombe-sur-Gand im Süden sowie Saint-Just-la-Pendue im Südwesten und Westen.

## Bevölkerungsentwicklung
| Jahr                       | 1962 | 1968 | 1975 | 1982 | 1990 | 1999 | 2006 | 2015 | 2022 |
| -------------------------- | ---- | ---- | ---- | ---- | ---- | ---- | ---- | ---- | ---- |
| Einwohner                  | 649  | 581  | 516  | 417  | 409  | 364  | 379  | 405  | 388  |
| Quellen: Cassini und INSEE |      |      |      |      |      |      |      |      |      |

## Sehenswürdigkeiten
- Kirche Saint-Barthélemy
- Kapelle Notre-Dame-de-Pitié
- Kapelle Notre-Dame-des-Champs
- Ruinen des Turms von Vareille, 1570 zerstört

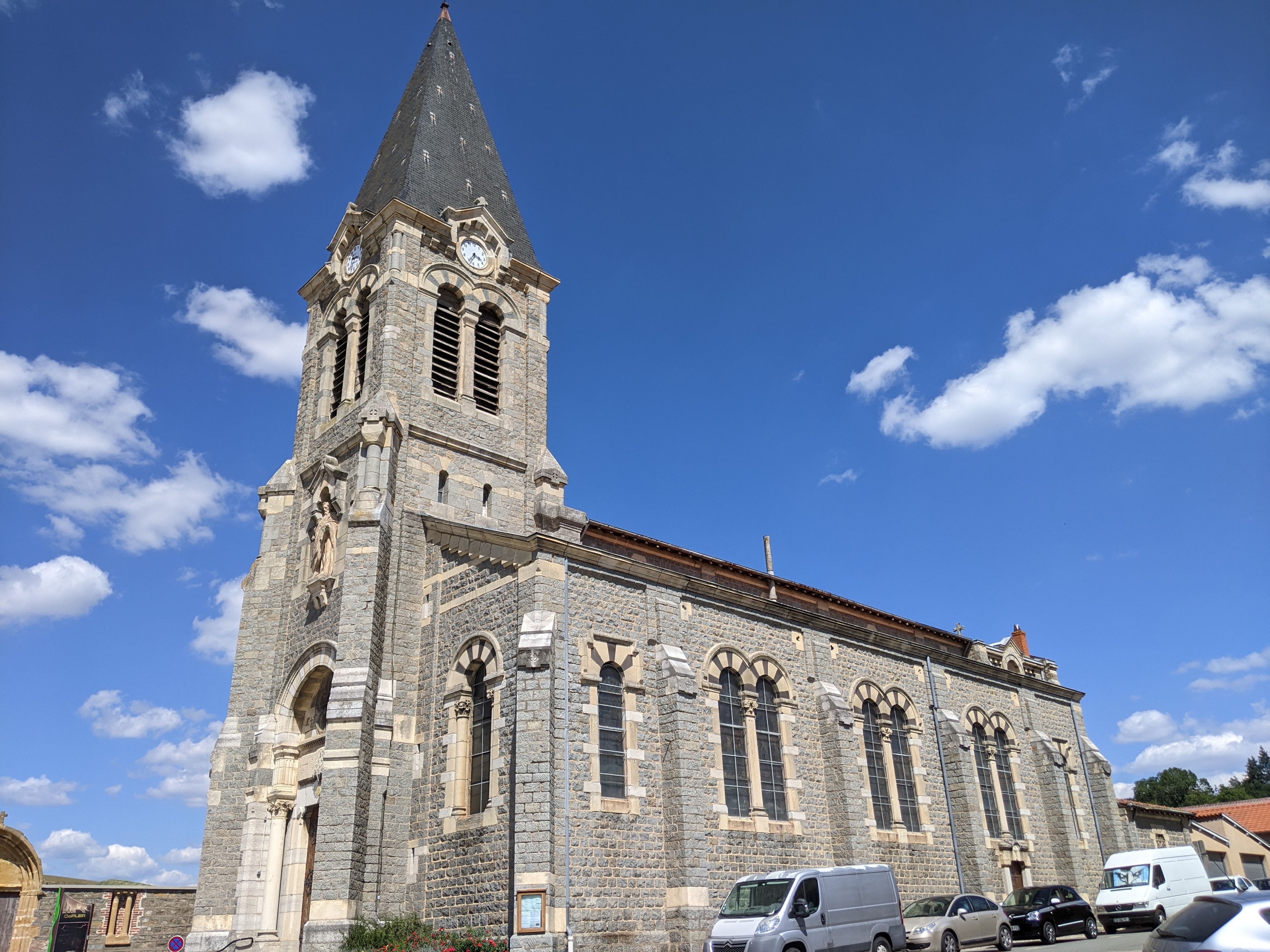
Kirche Saint-Barthélemy
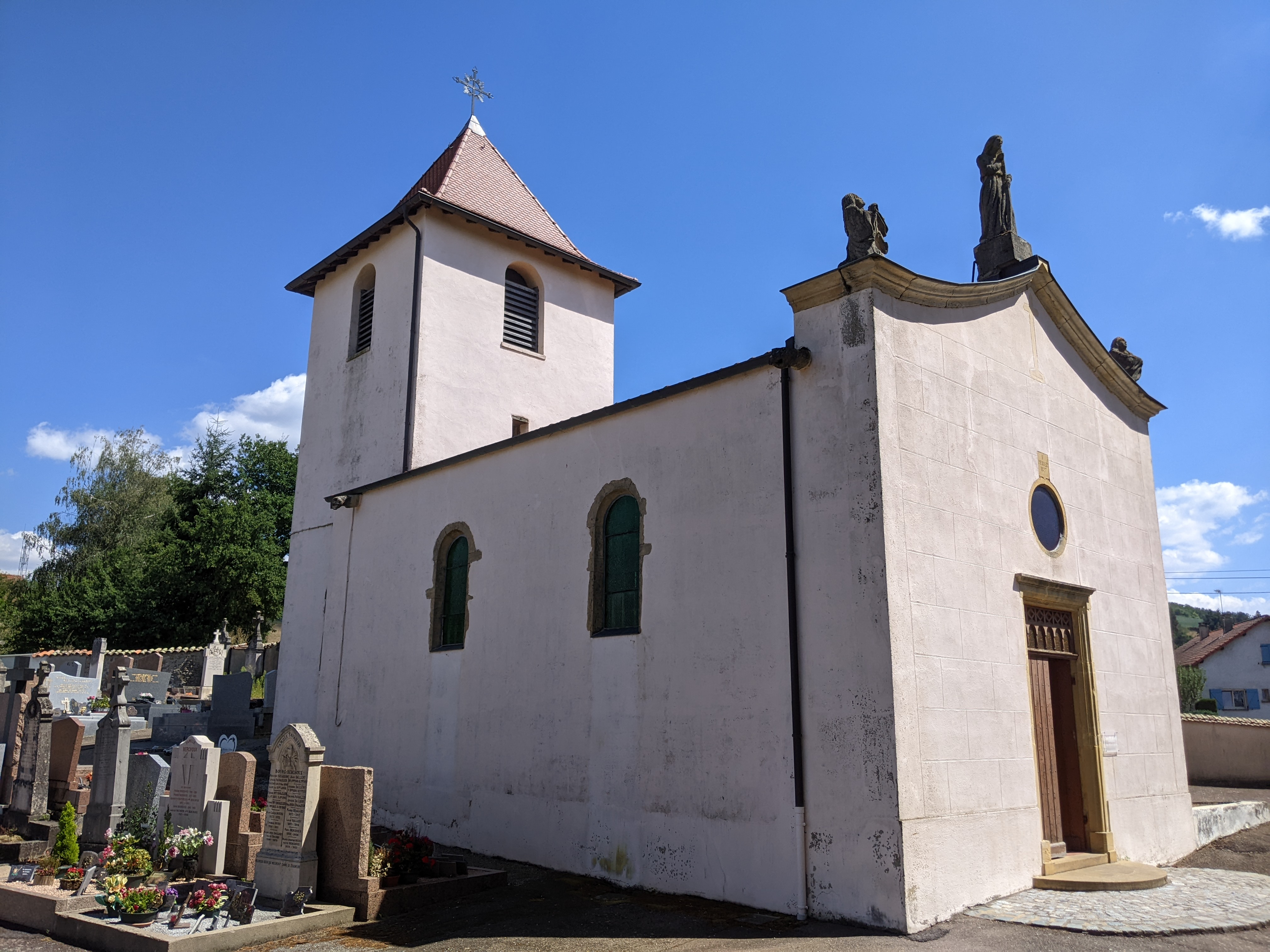
Kapelle Notre-Dame-de-Pitié
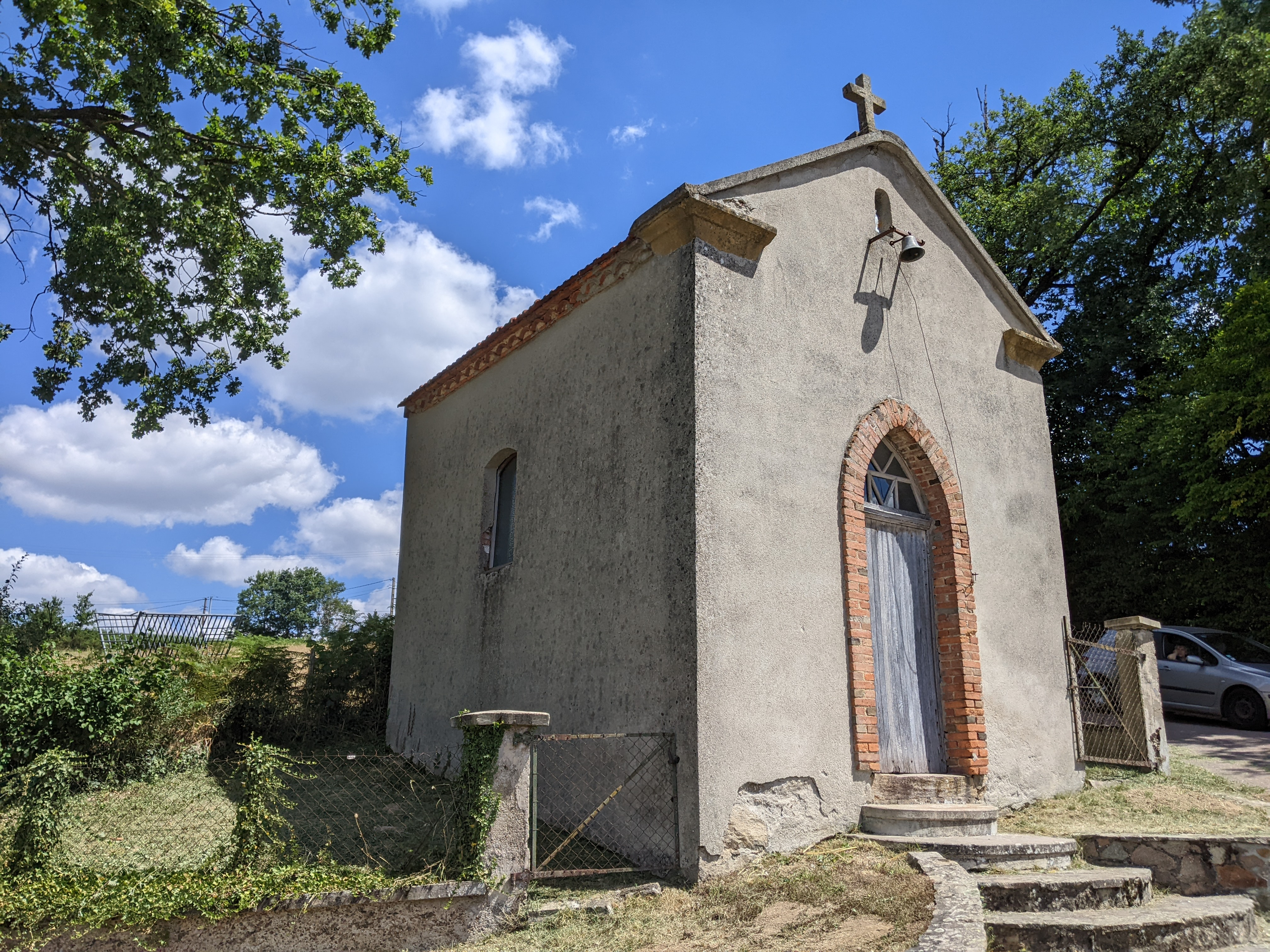
Kapelle Notre-Dame-des-Champs
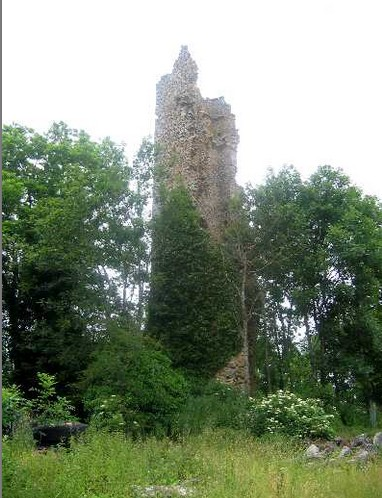
Ruinen des Turms von Vareille
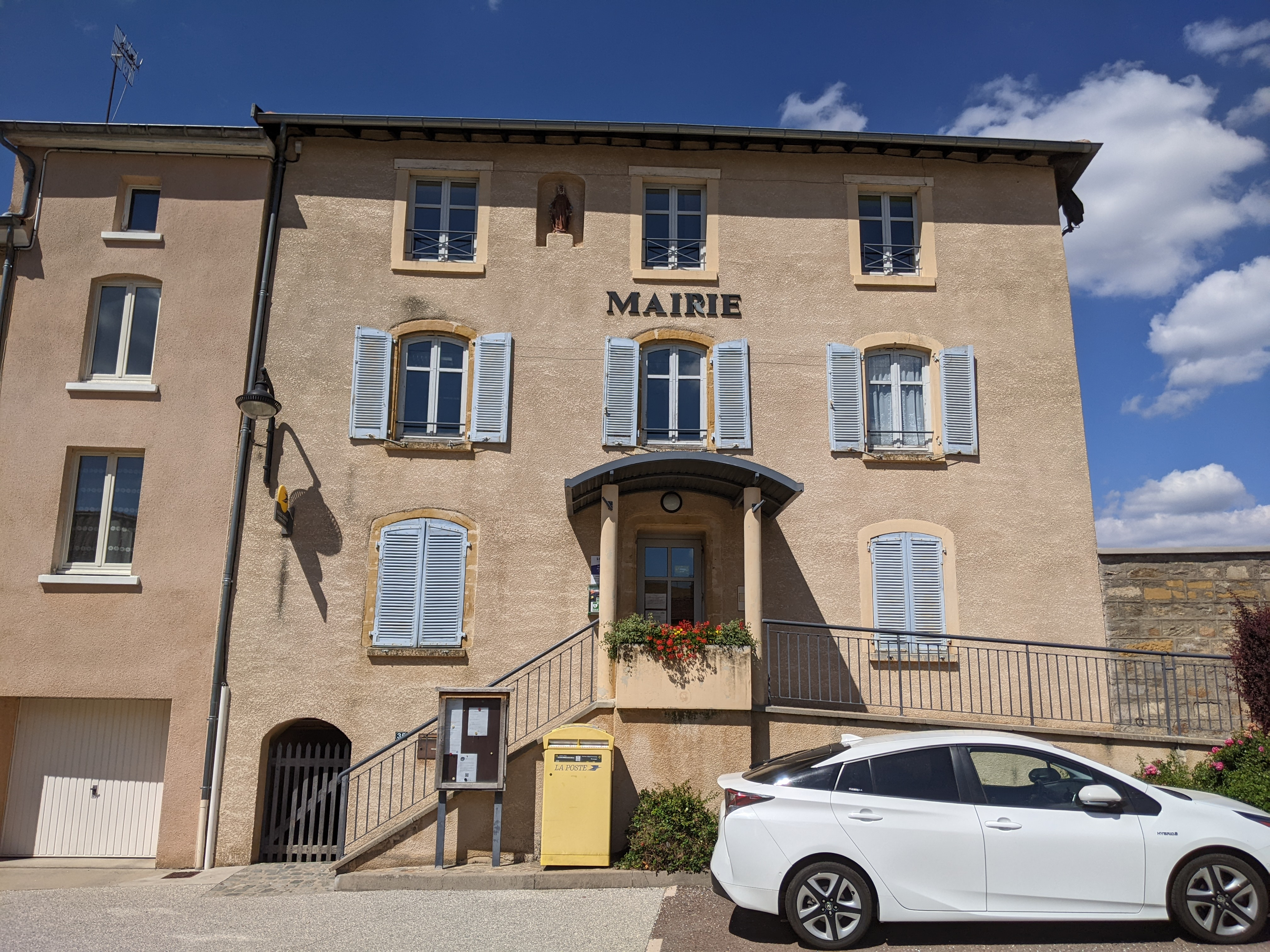
Mairie